# فرنسيسكو كونتريرز
فرنسيسكو كونتريرز (16 يونيو 1934 - 12 يوليو 2022)، هو لاعب كرة مضرب مكسيكي.

## وصلات خارجية
- فرنسيسكو كونتريرز على موقع رابطة محترفي التنس (الإنجليزية)
- فرنسيسكو كونتريرز على موقع الاتحاد الدولي لكرة المضرب (الإنجليزية)
- فرنسيسكو كونتريرز على موقع كأس ديفيز (الإنجليزية)
- فرنسيسكو كونتريرز على موقع بطولة ويمبلدون (الإنجليزية)
- فرنسيسكو كونتريرز على موقع خلاصة التنس.كوم (الإنجليزية)